# Scylaticus godavariensis
Scylaticus godavariensis är en tvåvingeart som beskrevs av Joseph och Parui 1999. Scylaticus godavariensis ingår i släktet Scylaticus och familjen rovflugor. Inga underarter finns listade i Catalogue of Life.